# Stefanek
Stefanek (dawn. Galewice A II, Galewice A) – część wsi Galewice w Polsce, położona w województwie łódzkim, w powiecie wieruszowskim, w gminie Galewice, w Kotlinie Grabowskiej. 
W latach 1975–1998 miejscowość administracyjnie należała do województwa kaliskiego.